# Průdušnice

Průdušnice (trachea) je trubice spojující hrtan s průduškami plic. Je to tedy důležitá součást dýchací soustavy všech obratlovců s plícemi.

## Anatomie člověka
Průdušnice navazuje na prstenčitou chrupavku hrtanu a svým průběhem přibližně sleduje zakřivení páteře. V krčním úseku leží na bocích průdušnice laloky štítné žlázy. Zepředu je průdušnice chráněna štítnými chrupavkami ve tvaru půlměsíce. Vzduch, který tudy prochází, se zde také čistí pomocí řasinek, které zachytávají nečistoty a pomocí hlenu je vytlačují ven z průdušnice. Trachea vstupuje do hrudníku, kde se větví na pravou a levou průdušku, které vstupují do plic.